# Mileva Smiljanić
Mileva Smiljanić es una deportista yugoslava que compitió en judo. Ganó una medalla de bronce en el Campeonato Europeo de Judo de 1980, en la categoría de –52 kg.

## Palmarés internacional
| Campeonato Europeo | Campeonato Europeo | Campeonato Europeo | Campeonato Europeo |
| Año                | Lugar              | Medalla            | Categoría          |
| ------------------ | ------------------ | ------------------ | ------------------ |
| 1980               | Údine (Italia)     | Medalla de bronce  | –52 kg             |